# Месье Ленуар, который…
«Месье Ленуар, который…» — телеспектакль по пьесе Армана Салакру «Архипелаг Ленуар».

## Сюжет
Глава фирмы и семейства месье Поль-Альбер Ленуар совершил позорное преступление (изнасилование). Родственники собираются на семейный совет, чтобы защитить прежде всего свою честь и деньги. Они даже готовы убить старика или, на крайний случай, вынудить его совершить самоубийство, чтобы не допустить пятен на репутации семьи. Но никто из них не замечает тихого слугу Жозефа, который уже всё решил за них.

## В ролях
- Владимир Этуш — Поль-Альбер Ленуар
- Светлана Немоляева — Мари-Терез
- Сергей Юрский — Адольф
- Алла Казанская — Ортанс
- Вениамин Смехов — Виктор Ленуар
- Алла Будницкая — княгиня Шарлотта
- Валентин Гафт — князь Борэску
- Раиса Этуш — Мари-Бланш
- Анатолий Егоров — Виконт
- Леонид Каневский — Жозеф
- Авангард Леонтьев — Гийом
- Екатерина Мазова — Лилиан

## Съёмочная группа
- Автор сценария и режиссёр-постановщик: Александр Орлов
- Оператор-постановщик: Борис Лазарев
- Композитор: Эдуард Артемьев
- Художник-постановщик: Игорь Морозов

Первоначально у фильма было оригинальное название «Архипелаг Ленуар». А Вениамин Смехов примерно в то же время участвовал в пьесе «Ярты Гулак» («Верблюжье Ушко»), поставленной на основе туркменских сказок. Через некоторое время спешно сменили и название фильма, и название пьесы. Фильм получил название «Господин Ленуар, который…» (позже «Месье Ленуар, который…»), а пьесу назвали «Сказки каракумского ветра». Сам Вениамин Смехов связывает эту историю с тем, что объединённое название двух его работ было созвучным названию книги Солженицына «Архипелаг ГУЛАГ».